# Лутрос (дем Александрия)
Вижте пояснителната страница за други значения на Лутрос.
Лутрос (на гръцки: Λουτρός) е село в Република Гърция, дем Александрия, област Централна Македония.

## География
Селото е разположено в областта Урумлък (Румлуки), на надморска височина от 10 m, на 5 километра югозападно от Александрия (Гида). Край селото е разположен Лутроският манастир „Света Неделя“.

## История

### В Османската империя
В XIX век Лутрос е село в Османската империя. Александър Синве („Les Grecs de l’Empire Ottoman. Etude Statistique et Ethnographique“) в 1878 година пише, че в Лутрос (Loutros), Камбанийска епархия, живеят 276 гърци. Според Васил Кънчов („Македония. Етнография и статистика“) в 1900 година Лутрос е село в Берска каза и в него живеят 300 гърци християни.
По данни на секретаря на Българската екзархия Димитър Мишев („La Macédoine et sa Population Chrétienne“) в 1905 година в Лутрос (Loutros) живеят 290 гърци.
В 1910 година в Лутрос (Λουτρός) има 600 жители патриаршисти.
Спирос Лукатос посочва „език на жителите гръцки“ (γλώσσα κατοίκων ελληνική).

### В Гърция
През Балканската война в 1912 година в селото влизат гръцки части и след Междусъюзническата в 1913 година Лутрос остава в Гърция. При преброяването в 1912 година селото е отбелязано с език гръцки и религия християнска. В 1913 година Панайотис Деказос, отговарящ за земеделието при Македонското губернаторство, споменава Лутро (Λουτρό) като село с 60 къщи. При преброяването от 1913 година в селото има 349 мъже и 234 жени.
След Първата световна война в 1922 година в селото са заселени малко гърци бежанци. В 1928 година Лутрос е смесено местно-бежанско селище с 4 бежански семейства и 13 жители бежанци. В 1928 година от 568 жители само 23 са бежанци.
Селяните произвеждат много пшеница, захарно цвекло, памук, а се занимават и с краварство.
| Име       | Име           | Ново име  | Ново име  | Описание                                           |
| --------- | ------------- | --------- | --------- | -------------------------------------------------- |
| Алис      | Αλής          | Арис      | Αρης      | местност на И от Лутрос, по левия бряг на Бистрица |
| Муздукано | Μπουζντουκανο | Дросотопи | Δροσοτόπι |                                                    |
| Колпанас  | Κολπανάς      | Копанас   | Κοπανάς   | местност на И от Лутрос и на Ю от Врисаки (Решани) |

| Година    | 1913 | 1920 | 1928 | 1940 | 1951 | 1961 | 1971 | 1981 | 1991 | 2001 | 2011 | 2021 |
| --------- | ---- | ---- | ---- | ---- | ---- | ---- | ---- | ---- | ---- | ---- | ---- | ---- |
| Население | 583  | 465  | 568  | 773  | 987  | 1175 | 1253 | 1234 | 1286 | 1294 | 1277 | 1248 |

## Личности
Свързани с Лутрос
- Лазарос Цавдаридис (р. 1970), гръцки политик от Нова демокрация, по произход от Лутрос[12]